# Trolejbusy w Kownie
Trolejbusy w Kownie − system komunikacji trolejbusowej działający w litewskim mieście Kowno.

## Historia
Decyzję o budowie zajezdni i pierwszej linii trolejbusowej podjęto w 1963. Trolejbusy w Kownie uruchomiono 31 grudnia 1965. Obecnie w mieście jest 136 km tras.

## Linie
Obecnie w Kownie istnieje 15 linii trolejbusowych:
- 1: Islandijos pl. – Vaidoto g.
- 2: Islandijos pl. – Kauno pilis
- 4: Islandijos pl. – Vaidoto g.
- 5: Petrašiūnai – Varnių g.
- 7: Partizanų g. – Kaniūkai
- 8: Draugystės g. – Varnių g.
- 9: Petrašiūnai – Klinikos
- 10: Partizanų g. – Kėdainių g.
- 10A: Partizanų g. – Kauno pilis
- 11: Islandijos pl. – Kaniūkai
- 12: Petrašiūnai – Klinikos
- 13: Islandijos pl. – Centras
- 14: Islandijos pl. – Centras
- 15: Partizanų g. – Centras
- 16: Partizanų g. – Centras

## Tabor
Do obsługi sieci w Kownie eksploatowanych jest 139 trolejbusów:
- Berkhof Premier AT18 − 13 trolejbusów
- Solaris Trollino III 12 AC − 41 trolejbusów
- Solaris Trollino IV 12 Medcom − 85 trolejbusów

Tabor techniczny składa się z pięciu trolejbusów typu Škoda 14Tr oraz jednego typu Solaris Trollino III 12 AC.